# Yus Arfandy Djafar
Yus Arfandy Djafar (sinh ngày 11 tháng 1 năm 1987) là một cầu thủ bóng đá người Indonesia thi đấu cho Persiba ở Liga 2 ở vị trí tiền vệ. Và trước đó anh từng chơi cho PSM Makassar, Persidafon, Mitra Kukar, Bontang FC, Persiba, Persisam, Persiram và Persita 